# 1186
1186 (MCLXXXVI) je bilo navadno leto, ki se je po julijanskem koledarju začelo na sredo.

## Dogodki

### Slovenija
- 17. avgust - Sklenitev Georgenberške pogodbe (Georgenberger Handfeste): v dveh delih najprej ureja dedno pogodbo med avstrijskim vojvodom Leopoldom V. iz hiše Babenberžanov in štajerskim vojvodom Otokarjem IV., zadnjim predstavnikom hiše Otokarjev, po kateri Štajerska po smrti Otokarja IV. pripade Avstriji. Drugi del pogodbe ureja obveze in omejitve avstrijskega vojvode do njegovih novih vazalov na Štajerskem. 1192 ↔

### Evropa

#### Bolgarski upor
- pomlad - Po začetku bolgarskega upora proti Bizantincem, ki ga vodita Peter in Ivan Asen, izvede bizantinski cesar Izak II. Angel veliko protiofenzivo. Uporniki se umaknejo v gore ali pa zbežijo čez Donavo, kjer navežejo stike s stepskimi Kumani.↓
- april → Izak Angel se vrne v Konstantinopel proslavljat zmago. Medtem se z gora in čez Donavo vrnejo uporniki, okrepljeni s Kumani. ↓
- → Drugo bizantinsko protiofenzivo vodi Ivan Dukas, stric cesarja Izaka Komnena, ki izbojuje več zmag proti upornikom, kar v Izaku Komnenu vzbudi sum, da se hoče polastiti prestola, zato ga odstavi. ↓
- → Novi protagonist tretje ofenzive, general Ivan Kantakuzen ni dorasel upornikom, ki z gverilskim vojskovanjem izkoriščajo prednosti domačega terena. 1187 ↔

#### Ostalo po Evropi
- 27. januar - Poroka med nemškim kronskim princem Henrikom VI. in sicilsko princeso Konstanco, hčerko kralja Rogerija II.. Poroka je sklenjena kljub nasprotovanju papeža Urbana III., ker bi z združitvijo papeška država postala enklava znotraj cesarskega ozemlja.
- 19. avgust - S smrtjo bretonskega vojvode Godfreja II. vojvodina Bretanja v pravnem smislu izpade iz Anžuvinskega imperija angleškega kralja Henrika II., zato začne kralj z iskanjem novega bodočega soproga za vdovo in dedinjo Konstanco iz bretonske hiše Penthièvre.
- 8. december - Umrlega vojvodo Zähringena Bertolda IV. nasledi sin Bertold V.
- Umrlega vladarja sardinske žepne kraljevine Arboreja Barisona II. nasledi sin Peter I.
- Ponovno se začne (kratka) vojna z nekaj praskami med angleškim in francoskim kraljem, Henrikom II. in Filipom II.. Spor se vrti okoli skrbništva nad hčerkama umrlega bretonskega vojvode Godfreja II. in pokrajine Vexin, ki jo še vedno nezakonito zaseda Henrik, čeprav jo je kot del dote obvezan vrniti francoskemu kralju. Preden zadeve postanejo resne oba kralja pomiri papež. 1187 ↔
- Bremen dobi status svobodnega mesta.

### Azija

#### Bližnji vzhod
- januar - Saladin huje zboli. Za novico o smrti soproge Ismat ad-Din Khatun, preko katere je legetimiral svoje zavzetje Alepa, izve šele po treh mesecih.
- Prerana smrt jeruzalemskega otroškega kralja Baldvina V. ponovno potegne v boj za prestol politični tabor "jastrebov", ki so za vojno s Saladinom. Krono dobi Sibila Jeruzalemska, ki jo iure uxoris preda bivšemu soprogu Gvidu Lusignanskemu, od katerega se je morala ločiti, če je hotela postati kraljica. Kraljica Sibila in Gvido se nato ponovno poročita. 
  - Spletke izrinejo iz dvora bivšega regenta mladoletnega kralja in vodilnega v stranki "golobov" Rajmonda III. Tripolitanskega, ki je za ohranitev miru s Saladinom. Da ne bi začel državljanske vojne, se Rajmond umakne v svojo grofijo.
- Umrlega nadškofa Tira Viljema iz Tira nasledi Joscius. Njegovo delo iz zgodovine Svete dežele čez kakšno stoletje nadaljuje kronist Ernoul.
- Transjordanski baron Rejnald Chatillionski opleni večjo trgovsko karavano na poti iz Damaska v Egipt. Napad predstavlja casus belli novi vojno med Saladinom in križarji.

#### Daljni vzhod
- Kmerski kralj Džajavarman VII. izkoristi obdobje miru in začne z gradnjo budističnega templja Ta Prohm.

#### Indija
- Perzijski guridski sultan Muhammad Ghūrī počisti še z zadnjim ostankom nekoč mogočne dinastije Gazvanidov, ki je vladala mestni kraljevini Lahore.

## Rojstva
- 18. maj - Konstantin Vsevolodovič, knez Novgoroda († 1218)

Neznan datum
- Abraham ben Maimon, egiptovski judovski učenjak, zdravnik († 1237)
- Dagmar Češka, danska kraljica žena († 1213)
- Ermesinda Luksemburška, grofica († 1247)
- Izjaslav IV., kijevski veliki knez († 1236)
- Konrad I., mestni grof Nürnberga († 1261)
- Margareta Češka, danska kraljica († 1212)
- Ögedej, mongolski veliki kan, tretji Džingiskanov sin († 1241)
- Song Ci, kitajski zdravnik in forenzik († 1249)
- Uraka Kastiljska, portugalska kraljica († 1220)

## Smrti
- 26. januar - Ismat ad-Din Khatun, soproga Nur ad-Dina in Saladina
- 1. junij - Minamoto Jukiie, japonski bojevnik
- 19. avgust - Godfrej II., bretonski vojvoda (* 1158)
- 29. september - Viljem iz Tira, nadškof Tira, jeruzalemski kancler, kronist (* 1130)
- 8. december - Bertold IV., vojvoda Zähringena (* 1125)

Neznan datum
- Baldvin V., jeruzalemski kralj (* 1177)
- Barison II. iz Arboreje, sardinski vladar Arboreje
- Robert iz Torignija, frankonormanski menih, kronist (* 1110)